# Mosquée de la Kasbah (Essaouira)
Pour les articles homonymes, voir Mosquée de la Kasbah (homonymie).
La mosquée de la Kasbah, aussi appelée mosquée Sidi Mohammed Ben Abdellah, est la plus ancienne mosquée  d'Essaouira, au Maroc. Située dans la kasbah, elle est l'un des édifices les plus importants et les plus anciens de la ville.

## Histoire
La mosquée de la Kasbah a été construite en 1764, à l'époque de la fondation de la ville nouvelle d'Essaouira, sous les ordres du sultan Mohammed Ben Abdellah.

## Architecture
D'une superficie de 900 m2, son minaret est de forme carrée. Elle comptait en son sein une médersa ainsi que des logements et chambres pour les étudiants. De style chérifien, son plan nous montre l'image de l'architecture religieuse alaouite du milieu du XVIIIe siècle.